# Ix
Ix (uitspreken als: iesj) betekent Witte Tovenaar en is een van de 20 Maya-tekens van de Tzolkin-kalender.
De Witte Tovenaar bezit de verfijnende kracht van het Witte Noorden. Hij houdt zich zowel bezig met religie als met spiritualiteit. De informatie die hij van de geest ontvangt, kan hij in een voor andere mensen begrijpelijke vorm naar buiten brengen.
Het heeft een mondiaal bewustzijn. Ix kan geheimzinnig, gevoelig en intelligent zijn. Het houdt zich bezig met religie en spiritualiteit. Ix kent de allesomvattendheid van de tijd/ruimte en de tijdloosheid, maar wat is zijn eigen plek? Het vraagstuk voor Ix is het onderhouden van en omgaan met ingewikkelde menselijke relaties.